# Bóng bàn tại Đại hội Thể thao châu Á 2022
Bóng bàn tại Đại hội Thể thao châu Á 2022 được tổ chức tại Nhà thi đấu Công viên Thể thao Kênh Củng Thự, Hàng Châu, Trung Quốc, từ ngày 22 tháng 9 đến ngày 2 tháng 10 năm 2023. Trung Quốc tiếp tục thống trị ngôi đầu bảng tại Đại hội Thể thao châu Á khi giành 6/7 huy chương vàng.

## Lịch thi đấu
| SL | Vòng sơ loại | R | Vòng 16 | ¼ | Tứ kết | ½ | Bán kết | CK | Chung kết |

| ND↓/Ngày →   | 22/9 Thứ 6 | 23/9 Thứ 7 | 24/9 CN | 24/9 CN | 25/9 Thứ 2 | 26/9 Thứ 3 | 27/9 Thứ 4 | 28/9 Thu | 28/9 Thu | 29/9 Thứ 6 | 30/9 Thứ 7 | 1/10 CN | 1/10 CN | 2/10 Thứ 2 | 2/10 Thứ 2 | 3/10 Thứ 3 |
| ------------ | ---------- | ---------- | ------- | ------- | ---------- | ---------- | ---------- | -------- | -------- | ---------- | ---------- | ------- | ------- | ---------- | ---------- | ---------- |
| Đơn nam      |            |            |         |         |            |            | SL         | SL       | SL       | R          | ¼          |         |         | ½          | CK         |            |
| Đôi nam      |            |            |         |         |            |            | SL         | SL       | SL       | R          | ¼          | ½       | CK      |            |            |            |
| Đồng đội nam | SL         | SL         | R       | ¼       | ½          | CK         |            |          |          |            |            |         |         |            |            |            |
| Đơn nữ       |            |            |         |         |            |            | SL         | SL       | SL       | R          | ¼          | ½       | CK      |            |            |            |
| Đôi nữ       |            |            |         |         |            |            |            | SL       | SL       | R          | ¼          |         |         | ½          | CK         |            |
| Đồng đội nữ  | SL         | SL         | R       | ¼       | ½          | CK         |            |          |          |            |            |         |         |            |            |            |
| Đôi nam nữ   |            |            |         |         | SL         |            | SL         | R        | ¼        | ½          | CK         |         |         |            |            |            |

## Quốc gia tham dự
Tổng cộng có 174 vận động viên từ 24 quốc gia tham gia thi đấu bộ môn bóng bàn tại Đại hội Thể thao châu Á 2022:
- Bahrain (8)
- Trung Quốc (10)
- Đài Bắc Trung Hoa (10)
- Hồng Kông (10)
- Ấn Độ (10)
- Iran (4)
- Nhật Bản (10)
- Kazakhstan (8)
- Ả Rập Xê Út (5)
- Liban (2)
- Ma Cao (9)
- Maldives (7)
- Mông Cổ (10)
- Nepal (6)
- CHDCND Triều Tiên (8)
- Pakistan (5)
- Qatar (2)
- Singapore (10)
- Hàn Quốc (10)
- Thái Lan (10)
- Tajikistan (4)
- Uzbekistan (3)
- Việt Nam (10)
- Yemen (3)

## Danh sách huy chương
| Nội dung     | Vàng                                                                                    | Bạc                                                                                   | Đồng |
| ------------ | --------------------------------------------------------------------------------------- | ------------------------------------------------------------------------------------- | --- |
| Đơn nam      | Vương Sở Khâm · Trung Quốc                                                              | Phàn Chấn Đông · Trung Quốc                                                           | Wong Chun-ting · Hồng Kông                                                                                             |
| Đơn nam      | Vương Sở Khâm · Trung Quốc                                                              | Phàn Chấn Đông · Trung Quốc                                                           | Jang Woo-jin · Hàn Quốc                                                                                                |
| Đôi nam      | Trung Quốc · Phàn Chấn Đông · Vương Sở Khâm                                             | Hàn Quốc · Jang Woo-jin · Lim Jong-hoon                                               | Đài Bắc Trung Hoa · Chuang Chih-yuan · Lin Yun-ju                                                                      |
| Đôi nam      | Trung Quốc · Phàn Chấn Đông · Vương Sở Khâm                                             | Hàn Quốc · Jang Woo-jin · Lim Jong-hoon                                               | Iran · Nima Alamian · Noshad Alamian                                                                                   |
| Đồng đội nam | Trung Quốc · Phàn Chấn Đông · Vương Sở Khâm · Mã Long · Lương Tĩnh Côn · Lin Gaoyuan    | Hàn Quốc · Jang Woo-jin · Lim Jong-hoon · An Jae-hyun · Oh Jun-sung · Park Gang-hyeon | Đài Bắc Trung Hoa · Lin Yun-ju · Chuang Chih-yuan · Huang Yan-cheng · Liao Cheng-ting · Peng Wang-wei                  |
| Đồng đội nam | Trung Quốc · Phàn Chấn Đông · Vương Sở Khâm · Mã Long · Lương Tĩnh Côn · Lin Gaoyuan    | Hàn Quốc · Jang Woo-jin · Lim Jong-hoon · An Jae-hyun · Oh Jun-sung · Park Gang-hyeon | Iran · Noshad Alamian · Seyed Amirhossein Hodaei · Nima Alamian                                                        |
| Đơn nữ       | Tôn Dĩnh Sa · Trung Quốc                                                                | Hina Hayata · Nhật Bản                                                                | Vương Nghệ Địch · Trung Quốc                                                                                           |
| Đơn nữ       | Tôn Dĩnh Sa · Trung Quốc                                                                | Hina Hayata · Nhật Bản                                                                | Shin Yu-bin · Hàn Quốc                                                                                                 |
| Đôi nữ       | Hàn Quốc · Jeon Ji-hee · Shin Yu-bin                                                    | CHDCND Triều Tiên · Cha Su-yong · Pak Su-gyong                                        | Ấn Độ · Sutirtha Mukherjee · Ayhika Mukherjee                                                                          |
| Đôi nữ       | Hàn Quốc · Jeon Ji-hee · Shin Yu-bin                                                    | CHDCND Triều Tiên · Cha Su-yong · Pak Su-gyong                                        | Nhật Bản · Miwa Harimoto · Miyuu Kihara                                                                                |
| Đồng đội nữ  | Trung Quốc · Tôn Dĩnh Sa · Trần Mộng · Vương Mạn Dục · Vương Nghệ Địch · Trần Hạnh Đồng | Nhật Bản · Hina Hayata · Miu Hirano · Harimoto Miwa · Miyuu Kihara · Miyu Nagasaki    | Hàn Quốc · Shin Yu-bin · Jeon Ji-hee · Suh Hyo-won · Yang Ha-eun · Lee Eun-hye                                         |
| Đồng đội nữ  | Trung Quốc · Tôn Dĩnh Sa · Trần Mộng · Vương Mạn Dục · Vương Nghệ Địch · Trần Hạnh Đồng | Nhật Bản · Hina Hayata · Miu Hirano · Harimoto Miwa · Miyuu Kihara · Miyu Nagasaki    | Thái Lan · Suthasini Sawettabut · Orawan Paranang · Jinnipa Sawettabut · Wanwisa Aueawiriyayothin · Tamolwan Khetkhuan |
| Đôi nam nữ   | Trung Quốc · Vương Sở Khâm · Tôn Dĩnh Sa                                                | Trung Quốc · Lin Gaoyuan · Wang Yidi                                                  | Hàn Quốc · Lim Jong-hoon · Shin Yu-bin                                                                                 |
| Đôi nam nữ   | Trung Quốc · Vương Sở Khâm · Tôn Dĩnh Sa                                                | Trung Quốc · Lin Gaoyuan · Wang Yidi                                                  | Hàn Quốc · Jang Woo-jin · Jeon Ji-hee                                                                                  |

## Bảng tổng sắp huy chương
| Hạng               | Đoàn                    | Vàng | Bạc | Đồng | Tổng số |
| ------------------ | ----------------------- | ---- | --- | ---- | ------- |
| 1                  | Trung Quốc (CHN)        | 6    | 2   | 1    | 9       |
| 2                  | Hàn Quốc (KOR)          | 1    | 2   | 5    | 8       |
| 3                  | Nhật Bản (JPN)          | 0    | 2   | 1    | 3       |
| 4                  | CHDCND Triều Tiên (PRK) | 0    | 1   | 0    | 1       |
| 5                  | Iran (IRI)              | 0    | 0   | 2    | 2       |
| 5                  | Đài Bắc Trung Hoa (TPE) | 0    | 0   | 2    | 2       |
| 7                  | Hồng Kông (HKG)         | 0    | 0   | 1    | 1       |
| 7                  | Thái Lan (THA)          | 0    | 0   | 1    | 1       |
| 7                  | Ấn Độ (IND)             | 0    | 0   | 1    | 1       |
| Tổng số (9 đơn vị) | Tổng số (9 đơn vị)      | 7    | 7   | 14   | 28      |